# Structure de la SS

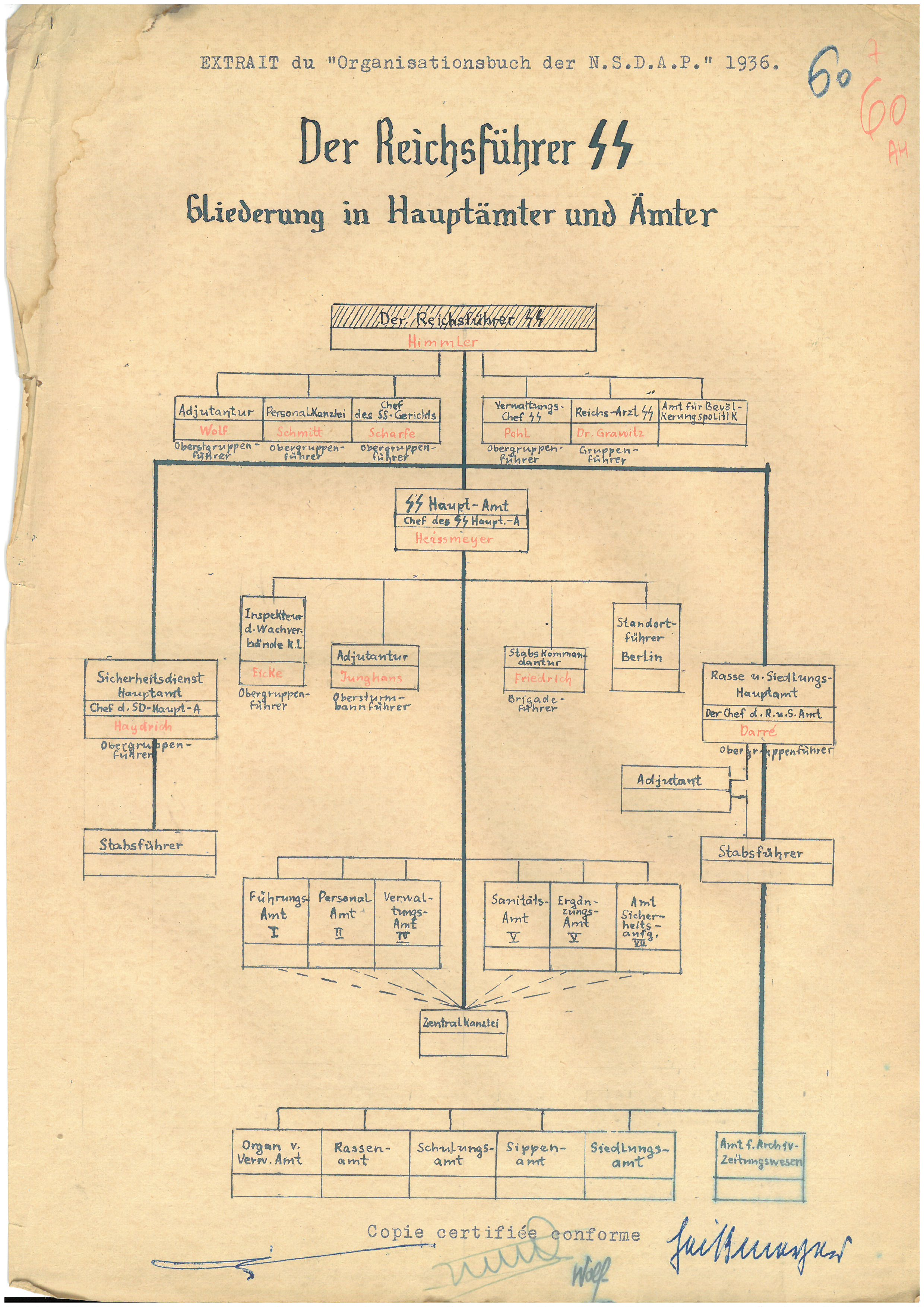
Organisation de la SS.

| Schéma de la structure de la SS dans le Troisième Reich en 1941 qui montre la complexité de l'organisation. De gauche à droite : - en orange, l'état-major personnel de Himmler ; - en vert-ocre, le SS-Führungshauptamt et les unités sous sa coupe fonctionnelle (l'Allgemeine SS, la Waffen-SS, les SS-Totenkopfverbände qui gardent les camps, les écoles d'officiers ou SS-Junkerschulen) ; - en marron, le SS-Hauptamt qui a aussi un regard fonctionnel sur les mêmes unités que le SS-Führungshauptamt ; - en gris, le commandement de l'Ordnungspolizei qui assure une supervision fonctionnelle de l'ensemble des forces de police en uniforme (la Schutzpolizei et la gendarmerie rurale) ; ces forces locales sont sous la coupe opérationnelle (liens gras) des Höhere SS- und Polizeiführer (les HSSPf); - en violet, le RSHA qui a une supervision opérationnelle sur les services centraux de la Sipo (Gestapo et Kripo) et du SD mais fonctionnelle sur les unités décentralisées (Sipo, SD, Grenzpolizei ou police des frontières) ; comme pour l'Ordnungspolizei, ces unités locales sont aussi sous la coupe opérationnelle des HSSPf. |

La Schutzstaffel, plus connue sous son sigle SS, fondée le 4 avril 1925 pour servir de garde personnelle à Adolf Hitler était une organisation autonome au sein du NSDAP directement subordonnée à Hitler de 1934 à 1945. À partir du 6 janvier 1929, elle fut dirigée par Heinrich Himmler, Reichsführer-SS. De sa création à la nuit des Longs Couteaux en 1934, la SS releva de la Sturmabteilung (SA), avant de conquérir son autonomie. La SS avait une structure adaptée à sa nature paramilitaire et était soumise au Führerprinzip.
Sous le troisième Reich, la SS a été responsable de crimes de guerre, de crimes contre la population civile dans le Reich comme dans l'Europe occupée, de crimes contre l'humanité et elle a joué un rôle déterminant dans le génocide des juifs. Après la fin de la Seconde Guerre mondiale, cette organisation a été interdite et classée comme organisation criminelle lors des procès de Nuremberg.

## Organisation
La SS est une organisation visant à mettre en place de manière implacable les théories racistes nazies et les plans d'expansion du NSDAP. Seuls des nazis convaincus, répondant à de sévères critères de sélection sont autorisés à y entrer, sur une base volontaire. Ces deux caractéristiques rendent la subordination aux ordres et directives de la hiérarchie et au Führerprinzip totale. Cette tendance est encore renforcée après l'accession des nazis à la tête de l'État, l'appartenance à la SS allant de pair avec les privilèges et le pouvoir et étant considérée comme un honneur dans les cercles nationaux-socialistes. Les rares comportements déviants étaient punis avec une grande sévérité, une violence pouvant aller jusqu'au meurtre. Même si l'on trouve dans les camps de concentration des surveillantes faisant partie de la mouvance SS, cette organisation hautement patriarcale n'acceptait que des hommes dans ses rangs.
L'une des caractéristiques de l'organisation structurelle de la SS réside dans le principe de double subordination. Cela signifie que chaque degré de la structure est subordonné à deux, voire plus, instances supérieures. L'un des exemples de ce principe est celui des membres de la Kommandantur dans les camps de concentration et d'extermination. Ces derniers sont sous les ordres du commandant du camp en ce qui concerne la discipline mais obtiennent les consignes « techniques » de l'Inspection des camps de concentration. Ce principe de double subordination est principalement utilisé pour les degrés supérieurs de la hiérarchie. Les SS-Führer, qui relèvent de deux branches différentes de l'administration de la SS, disposent ainsi d'une relative grande liberté du fait du flou administratif, tout en étant soumis à une double contrainte, parfois contradictoire, et à des contrôles renforcés en ce qui concerne leur fiabilité politique et de leur efficacité.

## Développement de l'organisation

### Les débuts (1925–1933)
La SS-Oberleitung regroupe 12 régiments (Standarten) en 1926, pour en atteindre 22 en 1928, selon la répartition géographique suivante :
1. SS-Gau Berlin-Brandenbourg : 2 régiments ;
2. SS-Gau Franconie : 4 régiments ;
3. SS-Gau Basse-Bavière : 3 régiments (Heinrich Himmler en a été le SS-Gauführer de 1926 à 1930 et à partir de 1927 Reichsführer-SS adjoint.) ;
4. SS-Gau Haute-Bavière : 4 régiments (de 1929 au 31 octobre 1931, Rudolf Hess en a été le SS-Gauführer) ;
5. SS-Gau Rhénanie-Sud : 5 régiments ;
6. SS-Gau Saxe : 4 régiments.

Lorsqu'Himmler devient Reichsführer-SS en 1929, il met immédiatement en place une nouvelle organisation de la SS, en vigueur jusque fin 1930. Ainsi l'on trouve en parallèle du SS-Oberstab trois SS-Oberführerbereiche répartis comme suit :
1. Domaine Est (brigades SS de Berlin-Brandenbourg, Prusse orientale et Silésie avec en tout 8 régiments) ;
2. Domaine Ouest (brigades SS de Hessen-Nassau, Rhénanie-Nord, Rhénanie-Sud, Hanovre Sud-Brunswick et Thuringe avec en tout 16 régiments) ;
3. Domaine Sud (brigades SS de Bade, Wurtemberg, Franconie, Basse-Bavière, Haute Bavière Sud et Autriche avec en tout 7 régiments)

En 1931 la Schutzstaffel est élargie pour couvrir tous les domaines de la société et elle connaît une nouvelle réorganisation qui la régit jusqu'à la prise de pouvoir en 1933 :
SS-Oberstab :
1. SS-Amt ;
2. SS-Zentralkanzlei ;
3. SS-Personalabteilung ;
4. SS-Verwaltungsabteilung ;
5. SS-Sanitätsabteilung ;
6. SS-Führungsstab (1932) ;
7. SS-Verbindungsdienst (1933) ;
8. Amt SS-Sicherheitsdienst ;
9. SS-Rasseamt.

À partir de 1930, l'administration interne de la SS est complètement restructurée. La nouvelle structure ressemble beaucoup à celle de la SA. Les dénominations de grades de la SA sont reprises mais un uniforme propre à la SS est institué. Mais c'est aussi à partir de cette période qu'apparaît l'uniforme noir des SS qui les distingue visuellement des SA. Himmler voulait ainsi montrer, de manière symbolique, aux dirigeants de la SA qu'il considère que la SS n'est plus sous les ordres de la SA mais doit être considérée comme une organisation à part entière.
À Berlin, en juin 1933, 120 membres de la SS sous le commandement de Sepp Dietrich sont armés pour devenir le service de surveillance intérieur de la Chancellerie du Reich, tandis que les militaires de la Reichswehr s'occupent de la surveillance extérieure. Ces 120 hommes, dont certains appartenaient déjà en 1923 à la « troupe de choc Adolf Hitler », sont tout d'abord connus comme la SS-Stabswache Berlin, qui deviendra la Leibstandarte SS Adolf Hitler.
D'autres unités SS passent également du statut de Stabswachen à celui de SS-Sonderkommandos, puis sont par la suite regroupées dans les « services de garde politiques » et armées. Pour atteindre ce stade, ces services de garde (même les SA-Wehrmannschaften armées) obtiennent le même grade que celui d'une police auxiliaire officielle.

### Restructurations après 1934
En septembre 1934, Hitler réunit les Leibstandarte-SS Adolf Hitler et les services de garde politiques sous le nom de SS-Verfügungstruppe (abrégé en SS-VT, en français « troupe à disposition de la SS »). Ces formations spéciales casernées de la SSD portent constamment les armes et sont formées d'après les préceptes en vigueur dans la Wehrmacht.
À partir de l'automne 1934, la SS des origines change de nom pour devenir la Allgemeine-SS (également connue sous les noms de Schwarze-SS ou de Heimat-SS), pour se différencier des « formations sœurs » : la Verfügungstruppe (SS-VT) et les SS-Totenkopfverbände (SS-TV).
La Allgemeine SS continue à être une organisation relevant du droit d'association dont les membres (sauf environ 100 000 SS-Führer à plein temps) exercent pour la majorité d'autres emplois et sont au service de la SS de manière volontaire et bénévole après le travail. Toutefois, les membres non armés reçoivent eux aussi régulièrement une formation militaire.
Le coût financier de la Allgemeine SS est si élevé que les cotisations des membres ne suffisent pas. Des sociétés de droit privé comme le Freundeskreis Reichsführer-SS (en) ou l’Organisation der Fördernden Mitglieder der SS prennent en charge une partie de ses coûts, ce qui permet aux donateurs de prouver leur fidélité au nouveau régime.
En 1934, une académie militaire propre à la SS, la SS-Junkerschule Bad Tölz est fondée et placée sous le commandement de Paul Hausser, pour former les officiers des SS-Verfügungstruppe.
À partir de 1935 et jusqu'à la fin de la guerre, la SS publie son propre hebdomadaire Das Schwarze Korps d'un ton violemment antisémite et dirigé par Gunter d'Alquen. C'est l'hebdomadaire le plus vendu après celui de Joseph Goebbels : Das Reich.
En 1934, le Reichsführer-SS Himmler donne la mission au service du personnel du SS-Hauptamt de dresser des « listes d'ancienneté au sein de la Schutzstaffel du NSDAP ». La première liste de ce genre est éditée le 1er octobre 1934 sous la forme d'un livre répertoriant tous les noms, les titres et les décorations (d'ordre politique et militaire comme l'insigne d'honneur en or du parti nazi, la médaille des Sports de la SA ou encore le Blutorden). Les SS-Ehrendegen et les SS-Ehrenring y figurent également, tout comme les distinctions reçues lors des deux guerres mondiales : croix de fer, Ritterkreuz, Deutsches Kreuz et Großkreuz, toutes les décorations obtenues pour des actions militaires, des blessures des SS-Führer qui servaient dans la Allgemeine SS, le service de sécurité Reichsführer-SS, les SS-Verfügungstruppe, les régiments SS-Totenkopfverbände (formations « à tête de mort »), les SS-Wachverbänden (formations de gardiens), les Waffen-SS.
À partir de 1936, les officiers de police y sont enregistrés dès que leur grade dans la police atteint un grade dans la SS.

### La SS et la police
Heinrich Himmler commence à partir de 1933 à construire son pouvoir. Il est nommé chef de la police politique bavaroise peu après la prise de pouvoirs des nazis.
En 1934 les « polices politiques du Reich allemand » sont regroupées par Hermann Göring sous le nom de Gestapo et Heinrich Himmler en devient le chef.
Le 17 juin 1936, Heinrich Himmler est à la tête de toute la police du Reich et prend le titre de « Reichsführer-SS et chef de la police allemande du ministère de l'Intérieur du Reich ». Les officiers supérieurs des corps de police doivent intégrer la SS pour conserver leur poste.
Entre 1938 et 1942, la SS est à nouveau réorganisée en plusieurs services principaux (Hauptamt) et la police du Reich divisée en plusieurs sections :
- la Schutzpolizei en uniforme, la gendarmerie et la police municipale appartiennent désormais à l’Ordnungspolizei, dirigée par le SS-Obergruppenführer und General der Polizei Kurt Daluege ;

- la Gestapo (police secrète d’État), la police des frontières et la Kriminalpolizei (police criminelle) appartiennent au service de la Sicherheitspolizei (la Sipo) ; le SS-Gruppenführer und Generalleutnant der Polizei Reinhard Heydrich, également chef du service de sécurité de la SS, le SD, en prend le commandement et devient ainsi le deuxième homme le plus puissant au sein de la SS (après Himmler) ; en 1939, Heydrich rassemble ses services au sein du nouveau Reichssicherheitshauptamt, le RSHA.

En 1943, Heinrich Himmler devient également ministre de l'Intérieur du Reich et de la Prusse, mais également agent général pour l'administration du Reich. Son titre est alors « Reichsführer-SS et chef de la police allemande » (avec la mention « au sein du ministère de l'Intérieur du Reich » en moins).

### Restructurations après 1941
En 1941 et 1942, les régiments de la SS-Totenkopf sont officiellement dissous et leurs membres incorporés définitivement à la Waffen-SS, dans la 3e Panzerdivision SS Totenkopf. Les SS-Totenkopf-Wachsturmbanne servant dans les camps de concentration ne reçoivent plus leur solde du budget de la police mais reçoivent leurs livrets de solde et leurs uniformes de la division Totenkopf. Toutefois, il était fait une différence entre les anciens Wachsturmbannen et les membres de la division Totenkopf : il leur était interdit de porter le brassard Totenkopf.[pas clair]

## Les services de la SS principaux (1938–1941)
En 1938 trois grands services sont subordonnés au Reichsführer-SS :
- le SS-Hauptamt étant le commandement suprême des trois divisions de la SS ;
- le Hauptamt Sicherheitsdienst étant le poste de surveillance politique ;
- le Rasse- und Siedlungshauptamt chargé de l'éducation idéologique et de la propagation de la théorie du Blut und Boden.

En 1943 la SS est administrée par 12 services principaux.

## Les dirigeants
La SS était construite selon une structure militaire :

### Reichsführer-SS
À la tête de la SS se trouve le Reichsführer-SS (RFSS). Ce titre a été créé officiellement en 1926 en référence aux Reichs-SA-Führer et désignait le plus haut commandant de la SS. Entre 1925 et 1926, Oberleiter était le titre du commandant SS suprême.
Les Oberleiter et Reichsführer-SS ont été :
| Insigne de col   | Nom                       | Reichsführer-SS | N° dans la SS | Entré dans la SS | N° dans le NSDAP |
| ---------------- | ------------------------- | --------------- | ------------- | ---------------- | ---------------- |
|                  |                           |                 |               |                  |                  |
| Julius Schreck   | de 1925 à 1926            | 5               |               | 53               |                  |
| Joseph Berchtold | de 1926 à 1927            |                 |               | 964              |                  |
| Erhard Heiden    | de 1927 à 1929            |                 |               | 74               |                  |
| Heinrich Himmler | de 1929 à 1945            | 168             |               | 14.303           |                  |
| Karl Hanke       | du 29 avril au 5 mai 1945 |                 |               |                  |                  |

### SS-Oberst-Gruppenführer
| Insigne de col      | Nom                                                                                      | Position | N° dans la SS     | Entré dans la SS | N° dans le NSDAP |
| ------------------- | ---------------------------------------------------------------------------------------- | -------- | ----------------- | ---------------- | ---------------- |
|                     |                                                                                          |          |                   |                  |                  |
| Kurt Daluege        | Chef de la Ordnungspolizei                                                               | 1.119    | 1928              | 31.981           |                  |
| Sepp Dietrich       | Commandant de la 1re division SS Leibstandarte SS Adolf Hitler puis de la 6. Panzerarmee | 1.177    | 5 mai 1928        | 89.015           |                  |
| Paul Hausser        | Commandant du 2e SS-Panzerkorps                                                          | 239.795  | Février 1934      | 4.158.779        |                  |
| Franz Xaver Schwarz | Trésorier du NSDAP                                                                       | 38 500   | 16 septembre 1931 | 6                |                  |

### SS-Obergruppenführer
| Insigne de col                  | Nom                                                                                   | Position | N° dans la SS      | Entrée dans la SS | N° dans le NSDAP |
| ------------------------------- | ------------------------------------------------------------------------------------- | -------- | ------------------ | ----------------- | ---------------- |
|                                 |                                                                                       |          |                    |                   |                  |
| Max Amann                       | SS-Ehren- und Rangführer (de)                                                         | 53.143   | 15 mars 1932       | 3                 |                  |
| Erich von dem Bach-Zelewski     | Chef supérieur de la SS et de la Police dans la partie occupée de l'Union soviétique. | 9.831    | 1931               | 48.9101           |                  |
| Herbert Backe                   | Ministre du Reich pour l'alimentation ; RuSHA                                         | 22.766   | 1er octobre 1933   | 87.882            |                  |
| Gottlob Berger                  | Chef du SS-Hauptamt                                                                   |          |                    |                   |                  |
| Theodor Berkelmann              | Höhere SS- und Polizeiführer Wartheland                                               | 6.019    | mars 1931          | 128.245           |                  |
| Werner Best                     | Adjoint de Reinhard Heydrich au RSHA et gouverneur du Danemark                        | 36.183   |                    | 341.338           |                  |
| Wilhelm Bittrich                | Commandant du IIe SS-Panzerkorps                                                      | 39.177   |                    | 829.700           |                  |
| Ernst Bohle                     | Chef de l'Auslandsorganisation du NSDAP– NSDAP/AO (en)                                | 276.915  | 13 septembre 1933  | 276.915           |                  |
| Martin Bormann                  | Chef de la Chancellerie du Parti du NSDAP                                             | 555      | septembre 1929     | 60.508            |                  |
| Franz Breithaupt (en)           | Juge supérieur du SS-Gericht, général de la Waffen-SS                                 | 39.719   |                    | 602.663           |                  |
| Walter Buch                     | Juge supérieur du NSDAP                                                               |          |                    |                   |                  |
| Richard Walther Darré           | Chef du SS-Rasseamtes, ministre du Reich et Reichsbauernführer                        | 6.882    |                    | 248.256           |                  |
| Dr Otto Dietrich                | Chef de presse du Reich au NSDAP ; SS-Ehren- und Rangführer (de)                      | 101.349  | 1932               | 126.727           |                  |
| Joachim Eggeling                | Gauleiter de Halle-Mersebourg                                                         | 186.515  | 9 juin 1936        | 11.579            |                  |
| Theodor Eicke                   | Commandant des SS-Totenkopfverbände                                                   | 2.921    | 29 juillet 1930    | 114.901           |                  |
| August Eigruber                 | Gauleiter du Oberdonau                                                                |          |                    |                   |                  |
| Karl Fiehler                    | Oberbürgermeister de Munich                                                           | 91.724   |                    | 37                |                  |
| Albert Forster                  | SS-Ehren- und Rangführer ; gauleiter de Danzig                                        | 158      | 1er octobre 1932   | 1.924             |                  |
| Karl Hermann Frank              | Chef de la SS et de la Police                                                         | 310.466  |                    |                   |                  |
| Herbert Otto Gille              | Général commandant le IVe SS-Panzer-Korps                                             | 39.854   | décembre 1931      | 537.337           |                  |
| Curt von Gottberg               | Höhere SS- und Polizeiführer en Russie centrale et en Ruthénie blanche                | 45.923   |                    | 948.753           |                  |
| Ulrich Greifelt (en)            | Chef du Stabshauptamt du Commissariat du Reich pour la consolidation de la germanité  | 72.909   |                    | 1.667.407         |                  |
| Arthur Greiser                  | Gouverneur du Reich et Gauleiter du Wartheland                                        | 10.795   | 29 septembre 1931  | 166.635           |                  |
| August Heissmeyer               | Chef du service de la SS-Ausbildung                                                   | 4.370    |                    | 21.573            |                  |
| Konrad Henlein                  | Gauleiter des Sudètes                                                                 | 310.307  |                    | 6.600.001         |                  |
| Maximilian von Herff            | Chef du SS-Personalamt                                                                | 405.894  | 1er avril 1942     | 8.858.661         |                  |
| Rudolf Hess                     | Stellvertreter (suppléant) du Führer                                                  | 1.932    |                    | 16                |                  |
| Reinhard Heydrich               | Chef du RSHA                                                                          | 10.120   | 14 juillet 1931    | 544.916           |                  |
| Richard Hildebrandt             | Chef du Rasse- und Siedlungshauptamt de la SS                                         | 7.088    |                    |                   |                  |
| Friedrich Jeckeln               | Chef de la SS et de la Police pour la partie sud occupée en Union soviétique          | 4.367    | 12 janvier 1930    | 163.348           |                  |
| Leo von Jena (de)               | SS-Ehren- und Rangführer                                                              | 277.326  | 9 novembre 1936    | 4.359.167         |                  |
| Hans Jüttner                    | Chef du SS-Führungshauptamt                                                           |          |                    |                   |                  |
| Ernst Kaltenbrunner             | Chef du RSHA (successeur de Heydrich à fin 1942)                                      |          |                    |                   |                  |
| Hans Kammler                    | Chef du Amtsgruppe C « Génie Civil »                                                  | 113.619  | 20 mai 1933        | 1.011.855         |                  |
| Wilhelm Keppler                 | SS-Ehren- und Rangführer                                                              | 50.816   | 21 mars 1935       | 62.424            |                  |
| Matthias Kleinheisterkamp       | Général commandant le XIe Corps d'Armée SS                                            | 132.399  |                    |                   |                  |
| Wilhelm Koppe                   | Chef supérieur de la SS et de la Police du Wartheland                                 | 25.955   | 1er septembre 1932 | 305.584           |                  |
| Friedrich-Wilhelm Krüger        | Chef supérieur de la SS et de la Police pour la Pologne                               | 171.199  | Février 1931       | 6.123             |                  |
| Hans Heinrich Lammers           | SS-Ehren- und Rangführer (de)                                                         | 118.404  |                    | 1.010.355         |                  |
| Werner Lorenz                   | Directeur de la Volksdeutsche Mittelstelle                                            | 6.636    |                    | 397.994           |                  |
| Konstantin Freiherr von Neurath | Ministre des Affaires étrangères du Reich; Protecteur de Bohême et de Moravie         |          |                    |                   |                  |
| Carl Oberg                      | Höhere SS- und Polizeiführer à Paris                                                  |          |                    |                   |                  |
| Artur Phleps                    | Commandant de la 7e Division des SS-Freiwilligen-Gebirgs Prinz Eugen                  | 401.214  |                    |                   |                  |
| Oswald Pohl                     | Chef de l'Office central SS pour l'économie et l'administration                       | 147.614  |                    | 30.842            |                  |
| Hans-Adolf Prützmann            | Höhere SS- und Polizeiführer en Russland                                              | 3.002    | novembre 1933      | 142.290           |                  |
| Fritz Sauckel                   | SS-Ehren- und Rangführer                                                              |          |                    | 1.395             |                  |
| Paul Scharfe (en)               | Chef intérimaire du Rasse- und Siedlungshauptamt                                      | 14.220   |                    | 665.697           |                  |
| Julius Schaub                   | Adjudant-chef personnel de Hitler                                                     | 7        | février 1925       | 81                |                  |
| Fritz von Scholz                | Commandant de la 11e division SS Nordland                                             | 135.638  |                    |                   |                  |
| Arthur Seyss-Inquart            | Gouverneur d'Autriche                                                                 |          |                    |                   |                  |
| Felix Steiner                   | Commandant du IIIe SS-Panzerkorps germanique                                          | 253.351  | 1935               | 4.264.295         |                  |
| Wilhelm Stuckart                | Ministre de l'Intérieur du Reich                                                      |          | 1936               |                   |                  |
| Josias de Waldeck-Pyrmont       | Chef supérieur de la SS et de la Police                                               | 2.139    |                    | 160.025           |                  |
| Fritz Wächtler                  | Gauleiter de l'Ostmark                                                                |          |                    |                   |                  |
| Karl Wahl                       | Gauleiter de Souabe                                                                   | 228.017  | 1934               | 9.803             |                  |
| Paul Wegener                    | Gauleiter de Weser-Ems                                                                | 353.161  | 20 avril 1940      | 286.225           |                  |
| Fritz Weitzel (en)              | Höhere SS- und Polizeiführer « Ouest » et « Nord »                                    | 408      |                    | 18.833            |                  |
| Karl Wolff                      | Chef d’état-major personnel du ReichsführerSS                                         | 14.235   | 7 octobre 1931     | 695.131           |                  |
| Udo von Woyrsch                 | HSSPF Elbe                                                                            | 3.689    | 13 novembre 1930   | 162.349           |                  |
| Alfred Wünnenberg               | Chef de la Police allemande                                                           | 405.898  | 1er janvier 1940   | 2.222.600         |                  |

## Hiérarchie de la SS

### Unités d'administration plus précises de la SS
Depuis 1939, la Allgemeine Schutzstaffel est composée de quatorze unités d'administration, les Oberabschnitte. Ces Oberabschnitte sont divisées elles-mêmes en au moins 38 Abschnitte, auxquelles sont subordonnées les régiments de la Allgemeine SS. Ces régiments se décomposent d'une part en 104 Fußstandarten et d'autre part en 19 Reiterstandarten (Reiter-SS). Jusqu'en 1942, le nombre des Fußstandarten monte jusqu'à 127. Les Fußstandarten créés par la suite ne jouèrent plus aucun rôle politique puisqu'ils n'existèrent que sur le papier et furent dissous peu après leur création.
Les SS-Sturmbanne, SS-Stürme, SS-Trupps, SS-Scharen et SS-Rotten sont subordonnés aux régiments SS.
14 Nachrichtenstürme, 13 Pionierstürme et 14 Kraftfahrstürme (Motor-SS) sont également subordonnés aux Oberabschnitten.
Les SS-Verfügungstruppe et les SS-Wachverbände furent regroupés en plusieurs régiments du fait qu'ils dépendaient de plusieurs branches d'administration.

#### Les SS-Oberabschnitte
Les SS-Oberabschnitte (Oa) regroupent plusieurs SS-Abschnitte, sont en règle générale subordonnées à un Gruppen- ou Obergruppenführer et peuvent également être appelées Obergruppe. À une Oberabschnitt correspond une division de l'armée.
1. SS-Oberabschnitt Donau (Vienne)
2. SS-Oberabschnitt Süd (Munich)
3. SS-Oberabschnitt Südwest (Stuttgart)
4. SS-Oberabschnitt Rhein (Wiesbaden)
5. SS-Oberabschnitt West (Düsseldorf)
6. SS-Oberabschnitt Nordwest (Hambourg)
7. SS-Oberabschnitt Nord (Stettin)
8. SS-Oberabschnitt Nordost (Königsberg)
9. SS-Oberabschnitt Ost (Berlin)
10. SS-Oberabschnitt Südost (Breslau)
11. SS-Oberabschnitt Elbe (Dresde)
12. SS-Oberabschnitt Main (Nuremberg)
13. SS-Oberabschnitt Fulda-Werra (Arolsen)
14. SS-Oberabschnitt Mitte (Brunswick)

#### Les SS-Abschnitte
Une SS-Abschnitt (Ab) (également appelée Untergruppe) regroupe plusieurs régiments SS, est subordonnée à un SS-Oberführer et correspond à une brigade dans l'armée.
| N° d’Abschnitt | Oberabschnitt | Siège                | N° d’Abschnitt | Oberabschnitt | Siège                      |
| -------------- | ------------- | -------------------- | -------------- | ------------- | -------------------------- |
| I              | Süd           | Munich               | XX             | Nordwest      | Kiel                       |
| II             | Elbe          | Chemnitz             | XXI            | Südost        | Hirschberg                 |
| III            | Ost           | Berlin               | XXII           | Nordost       | Allenstein                 |
| IV             | Mitte         | Hanovre              | XXIII          | Ost           | Berlin                     |
| V              | West          | Essen                | XXIV           | Südost        | Oppeln                     |
| VI             | Südost        | Breslau              | XXV            | West          | Bochum                     |
| VII            | Nordost       | Königsberg           | XXVI           | Nordost       | Danzig                     |
| VIII           | Donau         | Linz                 | XXVII          | Fulda-Werra   | Weimar                     |
| IX             | Main          | Wurzbourg            | XXVIII         | Main          | Bayreuth                   |
| X              | Südwest       | Stuttgart            | XXIX           | Südwest       | Constance                  |
| XI             | Rhein         | Coblence             | XXX            | Fulda-Werra   | Kassel                     |
| XII            | Ost           | Francfort sur l'Oder | XXXI           | Donau         | Vienne                     |
| XIII           | Nord          | Stettin              | XXXII          | Süd           | Augsbourg                  |
| XIV            | Nordwest      | Brême                | XXXIII         | Nord          | Schwerin                   |
| XV             | Nordwest      | Altona               | XXXIV          | Rhein         | Neustadt an der Weinstraße |
| XVI            | Mitte         | Magdeburg            | XXXV           | Donau         | Graz                       |
| XVII           | West          | Münster              | XXXVI          | Donau         | Innsbruck                  |
| XVIII          | Elbe          | Halle                | XXXVII         | Elbe          | Reichenberg                |
| XIX            | Südwest       | Karlsruhe            | XXXVIII        | Main          | Karlsbad                   |

#### Les SS-Standarten
Les SS-Standarten viennent après les SS-Abschnitt et rassemblent les SS. Le régiment est dirigé par un Standartenführer et regroupe 3-4 Sturmbanne (1 000  à   3 000 hommes). Le Standarte correspond au régiment.
Toutes les divisions de la SS comme la Allgemeine SS et la Reiter-SS qui lui est subordonnée, mais encore les Totenkopfverbände et les Verfügungstruppe sont composées de Standarten.
Toutefois, la dénomination Standarte n'a plus de correspondance avec l'armée à partir de 1935, au grand dam du Reichsführer-SS Himmler.
| SS-Standarte           | Oberabschnitt | Siège                 | SS-Standarte         | Oberabschnitt | Siège              |
| ---------------------- | ------------- | --------------------- | -------------------- | ------------- | ------------------ |
| 1 Julius Schreck       | Süd           | Munich                | 53 Dithmarschen      | Nordwest      | Heide              |
| 2 Hessen               | Fulda-Werra   | Francfort sur le Main | 54 Seidel-Dittmarsch | Osten         | Landsberg (Warthe) |
| 3 Thüringen            | Main          | Nuremberg             | 55 Weser             | Nordwest      | Verden             |
| 4 Schleswig-Holstein   | Nordwest      | Altona                | 56 Franken           | Main          | Bamberg            |
| 5 Mosel                | Rhein         | Trêves                | 57 Thüringer Wald    | Fulda-Werra   | Meiningen          |
| 6 Eduard Felsen        | Ost           | Berlin                | 58                   | West          | Cologne            |
| 7 Fritz Schlegel       | Elbe          | Plauen                | 59 Loeper            | Mitte         | Stassfurt          |
| 8 Niederschlesien      | Südost        | Hirschberg            | 60                   | Nordost       | Insterburg         |
| 9 Pommern              | Nord          | Stettin               | 61 Masuren           | Nordost       | Allenstein         |
| 10 Pfalz               | Rhein         | Kaiserslautern        | 62                   | Südwest       | Karlsruhe          |
| 11 Planetta            | Donau         | Vienne                | 63 Württemberg-Süd   | Südwest       | Tübingen           |
| 12 Niedersachsen       | Mitte         | Hanovre               | 64 Marienburg        | Nordost       | Marienwerder       |
| 13 Württemberg         | Südwest       | Stuttgart             | 65 Schwarzwald       | Südwest       | Fribourg           |
| 14 Gotaburg            | Fulda-Werra   | Gotha                 | 66 Friedland         | Nordost       | Elbing             |
| 15 Brandenburg         | Ost           | Neuruppin             | 67 Wartburg          | Fulda-Werra   | Erfurt             |
| 16 Unterelbe           | Südost        | Breslau               | 68 Oberpfalz         | Main          | Ratisbonne         |
| 17                     | Mitte         | Celle                 | 69 Sauerland         | West          | Hagen (Westfalen)  |
| 18 Ostpreußen          | Nordost       | Königsberg            | 70                   | Südost        | Glogau             |
| 19 Westfalen-Nord      | West          | Münster (Westphalie)  | 71 Weichsel          | Nordost       | Danzig             |
| 20 Fritz Weitzel       | West          | Düsseldorf            | 72 Lippe             | West          | Detmold            |
| 21                     | Mitte         | Magdeburg             | 73 Mittelfranken     | Main          | Ansbach            |
| 22 Von der Schulenburg | Nord          | Schwerin              | 74 Ostsee            | Nord          | Greifswald         |
| 23 Oberschlesien       | Südost        | Beuthen               | 75 Widukind          | Ost           | Berlin             |
| 24 Ostfriesland        | Nordwest      | Oldenbourg            | 76                   | Donau         | Salzbourg          |
| 25 Ruhr                | West          | Essen                 | 77                   | Nord          | Schneidemühl       |
| 26 Paul Berck          | Elbe          | Halle (Saale)         | 78                   | Rhein         | Wiesbaden          |
| 27 Ostmark             | Ost           | Francfort sur l'Oder  | 79                   | Südwest       | Ulm                |
| 28                     | Nordwest      | Hambourg              | 80 Groß-Beeren       | Ost           | Berlin             |
| 29 Schwaben            | Süd           | Lindau                | 81                   | Main          | Wurzbourg          |
| 30 Adolf Höh           | West          | Bochum                | 82                   | West          | Bielefeld          |
| 31 Niederbayern        | Süd           | Landshut              | 83 Ober-Hessen       | Fulda-Werra   | Gießen             |
| 32 Baden               | Rhein         | Heidelberg            | 84 Saale             | Elbe          | Chemnitz           |
| 33 Rhein-Hessen        | Rhein         | Darmstadt             | 85                   | Rhein         | Sarrebruck         |
| 34 Oberbayern          | Süd           | Munich                | 86 Hanauer Land      | Südwest       | Offenbourg         |
| 35                     | Fulda-Werra   | Cassel (Hesse)        | 87 Tirol             | Donau         | Innsbruck          |
| 36                     | Nordost       | Danzig                | 88 Stedingen         | Nordwest      | Brême              |
| 37 Ob der Enns         | Donau         | Linz                  | 89 Holzweber         | Donau         | Vienne             |
| 38                     | Donau         | Graz                  | 90 Franz Kutschera   | Donau         | Klagenfurt         |
| 39 Ostpommern          | Nord          | Köslin                | 91                   | Elbe          | Wittenberg         |
| 40                     | Nordwest      | Kiel                  | 92 Alt-Bayern        | Süd           | Ingolstadt         |
| 41 Oberfranken         | Main          | Bayreuth              | 93                   | Rhein         | Coblence           |
| 42 Fritz von Scholz    | Ost           | Berlin                | 94 Obersteiermark    | Donau         | Leoben             |
| 43                     | Südost        | Frankenstein          | 95                   | Südost        | Trautenau          |
| 44 Uckermark           | Ost           | Eberswalde            | 96                   | Elbe          | Brüx               |
| 45 Neiße               | Südost        | Oppeln                | 97                   | Main          | Eger               |
| 46                     | Elbe          | Dresde                | 98                   | Südost        | Mährisch-Schönberg |
| 47                     | Fulda-Werra   | Gera                  | 99                   | Donau         | Znaim              |
| 48                     | Elbe          | Leipzig               | 100                  | Elbe          | Reichenberg        |
| 49                     | Mitte         | Goslar                | 101                  | Main          | Elbogen            |
| 50                     | Nordwest      | Flensbourg            | 102                  | Südost        | Jägerndorf         |
| 51                     | Mitte         | Göttingen             | 103                  | Elbe          | Aussig             |
| 52                     | Donau         | Krems                 | 104                  | Südost        | Troppau            |

À la fin de la Seconde Guerre mondiale, les Fußstandarten de la Allgemeine SS regroupent 127 régiments, dont la plupart n'existaient que sur le papier et n'avaient pas atteint la puissance exigée par Himmler.

#### Les SS-Reiterstandarten (Reiter-SS)
L'histoire des unités SS à cheval commence en 1931 avec la fondation de la division SS à cheval à Munich. SS-Reitersturm jusqu'en 1933, cette division forme le noyau de la future Reiter-SS (dont la dénomination officielle à partir de l'été 1934 est SS-Reiterstandarten (abrégée en SS-RSt.).
Les véritables SS-Reiterstandarten ont été formés à partir des associations de cavaliers et d'élevage équins incorporées dans la Schutzstaffel en 1933 et 1934. Le terme de Reiter-SS fut forgé à cette occasion.
Le Reiter-SS appartient la plupart du temps à la haute bourgeoisie et à la haute noblesse par exemple le prince Bernhard zur Lippe Biesterfeld, qui sera plus tard le mari de la reine des Pays-Bas et le père de Beatrix des Pays-Bas, qui succède à sa mère sur le trône néerlandais.
Heinrich Himmler avait dû de son côté assurer qu'un certain nombre de cavaliers faisant partie de ces associations serait acceptés dans la SS pour que ces derniers ne s'engagent pas dans les troupes à cheval de la SA. L'orientation politique de ces nouveaux membres n'a pas donné lieu à des contrôles, ainsi les membres de la Reiter-SS restèrent fidèles au Deutschnationale Volkspartei, ce qui fut maintes fois pointé du doigt par les SS-Führer les plus anciens.
Ce sont Hermann Fegelein, cavalier sportif, et son frère Waldemar qui dirigent alors la Reiter-SS. En 1937, le haras familial de Munich est transformé en SS-Hauptreitschule (une sorte de grande école de cavalerie SS) et placé sous l'autorité de Himmler.
Les Reiterstandarten (régiments de cavalerie) sont composés sur le même principe militaire que les Fußstandarten (Standarten, Sturmbanne et Stürme) et sont contrôlés par un SS-Oberabschnittleiter. Chaque Reiterstandarte présente au moins cinq Reiterstürme, un escadron sanitaire et un corps de trompettes.
Les Reiterstandarten sont rassemblés en Reiterabschnitten au sein des SS-Oberabschnitten et sont dirigés par un SS-Reiterführer.
Jusqu'en 1945, la Reiter-SS regroupait neuf Reiterabschnitte avec un ensemble de vingt-quatre régiments.
La Ve Reiterabschnitt présente une particularité : elle a été fondée le 1er avril 1935. Toutefois elle est commandée seulement à partir du 31 octobre 1936 par l'ancien SS-Hauptsturmführer Hermann Fegelein et mise par Heinrich Himmler sous la direction de la SS-Oberabschnitt Süd.
À partir de branches des Reiterstandarten 15 et 17 a été créé par la suite en 1939 le SS-Reiterstandarte Totenkopf puis placé dans les SS-Totenkopfverbände de Theodor Eicke. En 1940, on divise le SS-Reiterstandarte Totenkopf en régiments de cavalerie SS 1 et 2. Ils sont placés sous le Kommandostab RFSS (en) en tant que partie de la Waffen-SS. C'est entre ses rangs qu'a été fondée la division de Cavalerie SS Florian Geyer.
Après le déclenchement de la Seconde Guerre mondiale le 1er septembre 1939, l'ancienne influence de la Reiter-SS au sein du Scharzen Orden de Himmler diminua considérablement. La majorité de ses membres firent leur service dans les rangs de la Wehrmacht. Seule une petite partie s'incorporèrent dans la Waffen-SS. C'est ainsi qu'à partir de 1940, les Reiterstandarten n'existèrent plus que sur le papier.
La Reiter-SS fut la seule formation SS qui n'a pas été condamnée en 1946 comme organisation criminelle par les procès complémentaires de Nuremberg (en).
| SS-Reiterstandarte | Oberabschnitt | Siège       | SS-Reiterstandarte | Oberabschnitt | Siège      |
| ------------------ | ------------- | ----------- | ------------------ | ------------- | ---------- |
| 1                  | Nordost       | Insterbourg | 11                 | Südost        | Breslau    |
| 2                  | Nordost       | Marienbourg | 12                 | Nord          | Schwerin   |
| 3                  | Nordost       | Treubourg   | 13                 | Rhein         | Mannheim   |
| 4                  | Nordwest      | Hambourg    | 14                 | Südwest       | Stuttgart  |
| 5                  | Nord          | Stettin     | 15                 | Süd           | Munich     |
| 6                  | West          | Düsseldorf  | 16                 | Elbe          | Dresde     |
| 7                  | Ost           | Berlin      | 17                 | Main          | Ratisbonne |
| 8                  | West          | Paderborn   | 18                 | Donau         | Vienne     |
| 9                  | Nordwest      | Brême       | 19                 | Mitte         | Hanovre    |
| 10                 | Fulda-Werra   | Arolsen     | Totenkopf          | Süd           | Munich     |

#### Les SS-Sturmbanne
La SS-Sturmbann a été fondée à partir de 3 SS-Stürmen, dirigé par un SS-Sturmbannführer et regroupait entre 250  et   600 SS, soit l’équivalent dans l'armée d’un bataillon.
La Sturmbann était traditionnellement une unité de la SA et a été reprise par la SS en 1930.
On trouve la SS-Sturmbann dans toutes les sous-divisions de la Schutzstaffel, tant dans la Allgemeine SS et ses Reiterstandarten (y compris Totenkopf) que dans les Totenkopfverbände. Au départ, le terme de Sturmbann était également utilisé dans les Leibstandarte et les Verfügungstruppe mais son usage a été très vite abandonné au profit du terme utilisé dans la Wehrmacht, toujours au grand dam de Himmler.

#### Les SS-Stürme
La SS-Sturm comprend 3 Truppe jusqu'en octobre 1934 et est sous la direction d'un Sturmführer. Elle regroupe entre 70 et 120 hommes. Ce qui lui correspond dans l'armée est la compagnie. En octobre 1934, le grade de Sturmführer est remplacé par celui de Untersturmführer.
Les Nachrichten-, Pionier- et Kraftfahrstürme de la Allgemeine SS en sont des exemples. Le SS-Sturm d'un Fußstandarte correspondait à d'autres divisions SS comme la Reiter-SS ou les régiments Totenkopf.
Même la 1re division SS Leibstandarte SS Adolf Hitler comprenait à son origine des Stürme. Cependant à partir de 1935, la concordance entre ces divisions SS et l'armée fut obligatoire.

##### Les SS-Nachrichtenstürme
Les SS-Nachrichtenstürme sont divisés de la même manière que les Fuß- et Reiterstürme de la Allgemeine SS et correspondaient aux Totenkopfverbänden et autres unités armées SS.
| SS-Nachrichtensturm | Oberabschnitt | Siège      | SS-Nachrichtensturm | Oberabschnitt       | Siège              |
| ------------------- | ------------- | ---------- | ------------------- | ------------------- | ------------------ |
| 1                   | Süd           | Munich     | 8                   | Ost                 | Berlin             |
| 2                   | Südwest       | Stuttgart  | 9                   | Elbe                | Dresde/Reichenberg |
| 3                   | Fulda-Werra   | Arolsen    | 10                  | Südost              | Breslau            |
| 4                   | West          | Düsseldorf | 11                  | Main                | Nuremberg/Karlsbad |
| 5                   | Mitte         | Brunswick  | 12                  | Nord                | Stettin            |
| 6                   | Nordwest      | Hambourg   | 13                  | Rhein               | Wiesbaden/Mannheim |
| 7                   | Nordost       | Königsberg | 14                  | Oberabschnitt Donau | Vienne             |

##### Les Pionierstürme de la «Allgemeine» SS
Les SS-Pionierstürme sont divisées de la même façon que les Fuß- et Reiterstürme de la Allgemeine SS. On les retrouve dans les Totenkopfverbänden et les Verfügungstruppe y compris les Leibstandarte.
| SS-Pioniersturm | Oberabschnitt | Siège                  | SS-Pioniersturm | Oberabschnitt | Siège                 |
| --------------- | ------------- | ---------------------- | --------------- | ------------- | --------------------- |
| 1               | Süd           | Munich                 | 9               | Elbe          | Dresde                |
| 2               | Südwest       | Stuttgart              | 10              | Südost        | Breslau               |
| 3               | Fulda-Werra   | Arolsen                | 11              | Mitte         | Magdebourg            |
| 4               | West          | Cologne                | 12              | Rhein         | Mannheim/Ludwigshafen |
| 5               | Nordwest      | Hambourg-Wilhelmsbourg | 13              | Donau         | Vienne                |
| 6               | Nord          | Stettin                | -----           | -----         | -----                 |
| 7               | Nordost       | Königsberg             | -----           | -----         | -----                 |
| 8               | Ost           | Berlin                 | -----           | -----         | -----                 |

##### Les SS-Kraftfahrstürme
Les SS-Kraftfahrstürme ou SS-Motor-Stürme sont divisées de la même manière que les Fuß- et Reiterstürme de la Allgemeine SS.
Tout d'abord subordonnées à la Motor-SA, elles deviennent à partir de 1930 relativement indépendantes. Elles se scindent définitivement de la SA à l'été 1934.
C'est de l'ancienne Motor-SA et de divers clubs automobiles qu'est né le Nationalsozialistische Kraftfahrerkorps (NSKK).
On retrouve les Kraftfahrstürme également dans les SS-Verbänden Leibstandarte armées, les Verfügungstruppe et Totenkopf.
| SS-Kraftfahrsturm | Oberabschnitt | Siège                                 | SS-Kraftfahrsturm | Oberabschnitt | Siège                              |
| ----------------- | ------------- | ------------------------------------- | ----------------- | ------------- | ---------------------------------- |
| 1                 | Süd           | Munich/Augsbourg                      | 8                 | Donau         | Linz/Vienne/Graz/Innsbruck         |
| 2                 | Fulda-Werra   | Erfurt/Francfort sur le Main          | 9                 | Südost        | Breslau/Oppeln                     |
| 3                 | Ost           | Berlin/Senftenberg                    | 10                | Südwest       | Stuttgart/Karlsruhe/Fribourg       |
| 4                 | Nordwest      | Hambourg/Kiel/Brême                   | 11                | Mitte         | Magdebourg/Hanovre                 |
| 5                 | West          | Düsseldorf/Buer (Westphalie)/Dortmund | 12                | Main          | Bamberg/Schweinfurt/Nuremberg/Asch |
| 6                 | Elbe          | Dresde/Chemnitz/Reichenberg           | 13                | Nord          | Schwerin/Stettin                   |
| 7                 | Nordost       | Königsberg/Elbing/Danzig              | 14                | Rhein         | Bingen/Kaiserslautern              |

#### Les SS-Trupps
La SS-Trupp se compose de 3 Scharen et jusqu'en octobre 1934, elle est dirigée par un Truppführer. Entre 20  et   60 SS composent ses rangs. Elle correspond au peloton. En octobre 1934 le grade de Truppführer est transformé en Oberscharführer.
Selon les directives officielles, la SS-Verfügungstruppe commence à partir de 1935 à reprendre la dénomination de vigueur dans l'armée. Les Leibstandarte et les Totenkopfverbände suivirent peu après.

#### Les SS-Scharen
La SS-Schar se compose jusqu'en octobre 1934 de deux Rotten avec au total huit hommes et est dirigée par un Scharführer. En octobre 1934, le grade de Scharführer est changé en Unterscharführer.
La dénomination SS-Schar était utilisée dans toutes les divisions SS.

#### Les SS-Rotten
La SS-Rotte est la plus petite unité de la Schutzstaffel. Elle est composée de quatre hommes et est commandée par un Rottenführer. Cette dénomination était en vigueur dans toutes les divisions SS.

#### Les Standarten de la SS-Verfügungstruppe et des SS-Wachverbände
Les régiments de la SS-Verfügungstruppe et des SS-Totenkopfverbände étaient divisés de la même manière que pour les Fuß- et Reiter-Standarten de la Allgemeine SS.

#### Unités SS nordiques
Conçues d'après le modèle de l’Allgemeine SS, ces unités existaient en Norvège, au Danemark, aux Pays-Bas et en Belgique.